# 2. Tennis-Bundesliga (Damen) 2008
Die 2. Tennis-Bundesliga der Damen wurde 2008 zum zehnten Mal ausgetragen. Sie wurde in die 2. Bundesliga-Nord und -Süd aufgeteilt, in der jeweils sieben Mannschaften um den Aufstieg in die Erstklassigkeit kämpften.

## Spieltage und Mannschaften
| Spieltage                                 |
| ----------------------------------------- |
| 1. Spieltag: Do., 1. Mai 2008, 11:00 Uhr  |
| 2. Spieltag: So., 4. Mai 2008, 11:00 Uhr  |
| 3. Spieltag: Sa., 10. Mai 2008, 12:00 Uhr |
| 4. Spieltag: Mo., 12. Mai 2008, 11:00 Uhr |
| 5. Spieltag: So., 18. Mai 2008, 11:00 Uhr |
| 6. Spieltag: So., 1. Juni 2008, 11:00 Uhr |
| 7. Spieltag: So., 8. Juni 2008, 11:00 Uhr |

| Mannschaften der 2. BL Nord |
| --------------------------- |
| Lintorfer TC 1972           |
| LTTC Rot-Weiß Berlin        |
| Marienburger SC Köln        |
| Ratinger TC Grün-Weiß       |
| TC 1899 Blau-Weiss Berlin   |
| TC RC Sport Leipzig         |
| TC Rot-Weiß Wahlstedt       |

| Mannschaften der 2. BL Süd       |
| -------------------------------- |
| BASF TC Blau-Weiß Ludwigshafen   |
| Ski-Club Ettlingen               |
| Sport Förg Schießgraben Augsburg |
| TC Blau-Weiß Vaihingen-Rohr      |
| TC Großhesselohe                 |
| TC Watt Lorsch                   |
| TC Radolfzell                    |

## 2. Tennis-Bundesliga Damen Nord

### Abschlusstabelle
|     | Mannschaft                | Begegnungen | Punkte | Matches | Sätze  | Spiele  |
| --- | ------------------------- | ----------- | ------ | ------- | ------ | ------- |
| 01. | TC 1899 Blau-Weiss Berlin | 6           | 12:0   | 49:5    | 100:11 | 632:221 |
| 02. | TC Rot-Weiß Wahlstedt     | 6           | 10:2   | 37:17   | 80:35  | 589:405 |
| 03. | LTTC Rot-Weiß Berlin      | 6           | 6:6    | 29:25   | 59:58  | 486:483 |
| 04. | Lintorfer TC 1972         | 6           | 4:8    | 23:31   | 50:67  | 475:525 |
| 05. | Ratinger TC Grün-Weiß     | 6           | 4:8    | 20:34   | 48:71  | 468:560 |
| 06. | Marienburger SC Köln      | 6           | 4:8    | 15:39   | 32:81  | 397:598 |
| 07. | TC RC Sport Leipzig       | 6           | 2:10   | 16:38   | 35:81  | 340:595 |

### Mannschaftskader
| Pos. | Name                    |
| ---- | ----------------------- |
| 1    | Jekaterina Lopes        |
| 2    | Franziska Etzel         |
| 3    | Daniela Kalthoff        |
| 4    | Chayenne Ewijk          |
| 5    | Dominika Nociarová      |
| 6    | Tessy van de Ven        |
| 7    | Ina-Patricia Zimmermann |
| 8    | Jessica Homberg         |
| 9    | Johanna Hansen          |
| 10   | Sandra Schyroki         |
| 11   | Uta Opelt               |
| 12   | Geraldine Laux          |
| 13   | Carina Hümbs            |
| 14   | Sabina Heinemeyer       |
| 15   |                         |
| 16   |                         |

| Pos. | Name                  |
| ---- | --------------------- |
| 1    | Sabine Lisicki        |
| 2    | Xenija Perwak         |
| 3    | Diana Enache          |
| 4    | Simona Dobrá          |
| 5    | Witalija Djatschenko  |
| 6    | Dejana Raickovic      |
| 7    | Jessica Sabeshinskaja |
| 8    | Saskia Saberschinsky  |
| 9    | Anna Livadaru         |
| 10   | Madlen Grohmann       |
| 11   | Jenny Trettin         |
| 12   | Olivia Gabela         |
| 13   | Sharina Kopsch        |
| 14   |                       |
| 15   |                       |
| 16   |                       |

| Pos. | Name                      |
| ---- | ------------------------- |
| 1    | Olga Brózda               |
| 2    | Sandra Kleinová           |
| 3    | Kateryna Polunina         |
| 4    | Olga Kalyuzhnaya          |
| 5    | Suzanne van Hartingsveldt |
| 6    | Bianca Cremer             |
| 7    | Frauke Eppert             |
| 8    | Katja Kamecke             |
| 9    | Anja Schmidt              |
| 10   | Meike Silberhorn          |
| 11   | Claudia Nögel             |
| 12   | Catherine Müller          |
| 13   | Desiree Wüstenberg        |
| 14   | Catherine Mayer           |
| 15   |                           |
| 16   |                           |

| Pos. | Name                |
| ---- | ------------------- |
| 1    | Elise Tamaela       |
| 2    | Pauline Wong        |
| 3    | Daniëlle Harmsen    |
| 4    | Michaela Rütten     |
| 5    | Kim Kilsdonk        |
| 6    | Sabrina Kruchen     |
| 7    | Linda Blumberg      |
| 8    | Sabine Schneider    |
| 9    | Sandra Spadzinski   |
| 10   | Svenja Hünningshaus |
| 11   | Frederieke Luck     |
| 12   | Tane Koslowsky      |
| 13   |                     |
| 14   |                     |
| 15   |                     |
| 16   |                     |

| Pos. | Name                   |
| ---- | ---------------------- |
| 1    | Eva Hrdinová           |
| 2    | Květa Peschke          |
| 3    | Libuše Průšová         |
| 4    | Vivien Weber           |
| 5    | Jana Kandarr           |
| 6    | Syna Schreiber         |
| 7    | Sabrina Jolk           |
| 8    | Alena Vašková-Nesticka |
| 9    | Julia Wartenburger     |
| 10   | Kim Niggemeyer         |
| 11   | Laura Kemkes           |
| 12   | Saskia Kohlhaas        |
| 13   | Sandy Kärcher          |
| 14   | Jill Sedlaschek        |
| 15   | Lavinia Timme          |
| 16   |                        |

| Pos. | Name                    |
| ---- | ----------------------- |
| 1    | Tazzjana Putschak       |
| 2    | Antonella Serra Zanetti |
| 3    | Francesca Lubiani       |
| 4    | Caroline Schneider      |
| 5    | Kristyna Horakova       |
| 6    | Eva Krejčová            |
| 7    | Tereza Szafnerova       |
| 8    | Tereza Belblová         |
| 9    | Franziska Plate         |
| 10   | Sofia Raevskaia         |
| 11   | Bianca Schlumberger     |
| 12   | Theresa Stephani        |
| 13   | Nicole Jürgens          |
| 14   | Sophia Opitz            |
| 15   | Eva-Maria Riedel        |
| 16   | Franziska Liedtke       |

| Pos. | Name                |
| ---- | ------------------- |
| 1    | Julia Görges        |
| 2    | Polona Hercog       |
| 3    | Neda Kozic          |
| 4    | Stephanie Vogt      |
| 5    | Lydia Steinbach     |
| 6    | Julia Paetow        |
| 7    | Kristina Andlovic   |
| 8    | Romana Janshen      |
| 9    | Mara Nowak          |
| 10   | Mona Barthel        |
| 11   | Elisa Peth          |
| 12   | Veronika Birioukova |
| 13   | Vivian Hansen       |
| 14   | Katharina Holert    |
| 15   | Christin Potsch     |
| 16   | Janine Weinreich    |

### Ergebnisse
| Datum/Uhrzeit      | Heimmannschaft            | Gastmannschaft             | Matches | Sätze | Spiele |
| ------------------ | ------------------------- | -------------------------- | ------- | ----- | ------ |
| Do., 1. Mai 11:00  | TC 1899 Blau-Weiss Berlin | TC Rot-Weiß Wahlstedt      | 5:4     | 11:8  | 85:71  |
| Do., 1. Mai 11:00  | TC RC Sport Leipzig       | LTTC Rot-Weiß Berlin       | 2:7     | 6:14  | 71:109 |
| Do., 1. Mai 11:00  | Marienburger SC Köln      | Lintorfer TC 1972          | 6:3     | 12:7  | 98:84  |
| So., 4. Mai 11:00  | Ratinger TC Grün-Weiss    | TC RC Sport Leipzig        | 2:7     | 7:14  | 79:97  |
| So., 4. Mai 11:00  | Lintorfer TC 1972         | TC 1899 Blau-Weiss Berlin  | 0:9     | 0:18  | 24:108 |
| So., 4. Mai 11:00  | TC Rot-Weiß Wahlstedt     | Marienburger SC Köln       | 8:1     | 16:2  | 108:47 |
| Sa., 10. Mai 12:00 | Marienburger SC Köln      | TC RC Sport Leipzig        | 5:4     | 11:9  | 95:83  |
| Sa., 10. Mai 12:00 | Lintorfer TC 1972         | Ratinger TC Grün-Weiss     | 7:2     | 14:7  | 107:81 |
| Sa., 10. Mai 12:00 | TC Rot-Weiß Wahlstedt     | LTTC Rot-Weiß Berlin       | 5:4     | 11:8  | 91:72  |
| Mo., 12. Mai 11:00 | LTTC Rot-Weiß Berlin      | Marienburger SC Köln       | 9:0     | 18:1  | 108:44 |
| Mo., 12. Mai 11:00 | TC RC Sport Leipzig       | Lintorfer TC 1972          | 3:6     | 6:13  | 53:94  |
| Mo., 12. Mai 11:00 | Ratinger TC Grün-Weiss    | TC 1899 Blau-Weiss Berlin  | 0:9     | 0:18  | 40:108 |
| So., 18. Mai 11:00 | Marienburger SC Köln      | TC 1899 Blau-Weiss Berlin  | 0:9     | 0:18  | 35:110 |
| So., 18. Mai 11:00 | LTTC Rot-Weiß Berlin      | Ratinger TC Grün-Weiss     | 3:6     | 6:13  | 69:92  |
| So., 18. Mai 11:00 | TC RC Sport Leipzig       | TC Rot-Weiß Wahlstedt      | 0:9     | 0:18  | 36:110 |
| So., 1. Juni 11:00 | TC 1899 Blau-Weiss Berlin | LTTC Rot-Weiß Berlin       | 8:1     | 17:3  | 113:51 |
| So., 1. Juni 11:00 | Lintorfer TC 1972         | TC Rot-Weiß Wahlstedt      | 3:6     | 6:14  | 94:108 |
| So., 1. Juni 11:00 | Ratinger TC Grün-Weiss    | Marienburger SC Köln       | 6:3     | 13:6  | 105:78 |
| So., 8. Juni 11:00 | LTTC Rot-Weiß Berlin      | Lintorfer TC 1972          | 5:4     | 10:10 | 77:72  |
| So., 8. Juni 11:00 | TC Rot-Weiß Wahlstedt     | Ratinger TC Grün-Weiss     | 5:4     | 13:8  | 101:71 |
| So., 8. Juni 11:00 | TC 1899 Blau-Weiss Berlin | TC RC Sport Leipzig (w.o.) | 9:0     | 18:0  | 108:0  |

## 2. Tennis-Bundesliga Damen Süd

### Abschlusstabelle
|     | Mannschaft                       | Begegnungen | Punkte | Matches | Sätze  | Spiele  |
| --- | -------------------------------- | ----------- | ------ | ------- | ------ | ------- |
| 01. | TC Radolfzell                    | 6           | 12:0   | 50:4    | 100:13 | 644:255 |
| 02. | BASF TC Blau-Weiß Ludwigshafen   | 6           | 10:2   | 35:19   | 74:43  | 564:413 |
| 03. | TC Großhesselohe                 | 6           | 8:4    | 32:22   | 69:56  | 547:482 |
| 04. | Ski-Club Ettlingen               | 6           | 4:8    | 23:31   | 55:66  | 499:531 |
| 05. | TC Blau-Weiß Vaihingen-Rohr      | 6           | 4:8    | 20:34   | 47:74  | 452:563 |
| 06. | Sport Förg Schießgraben Augsburg | 6           | 2:10   | 19:35   | 50:76  | 476:592 |
| 07. | TC Watt Lorsch                   | 6           | 2:10   | 10:44   | 24:91  | 278:624 |

### Mannschaftskader
| Pos. | Name                           |
| ---- | ------------------------------ |
| 1    | Nuria Llagostera Vives         |
| 2    | Anastassija Iwanowna Rodionowa |
| 3    | Kyra Nagy                      |
| 4    | Arina Iwanowna Rodionowa       |
| 5    | Valentina Sassi                |
| 6    | Tatjana Priachin               |
| 7    | Zsófia Gubacsi                 |
| 8    | Kateřina Vaňková               |
| 9    | Dominice Ripoll                |
| 10   | Maxi Ehmer                     |
| 11   | Laura Sadria                   |
| 12   | Svenja Weidemann               |
| 13   | Ana Miguel-Ivern               |
| 14   | Nathalie Scherdel              |
| 15   |                                |
| 16   |                                |

| Pos. | Name                |
| ---- | ------------------- |
| 1    | Sandra Záhlavová    |
| 2    | Andrea Hlaváčková   |
| 3    | Darina Sedenková    |
| 4    | Mia Buric           |
| 5    | Tanja Hirschauer    |
| 6    | Mirija Cuntz        |
| 7    | Denise Höfer        |
| 8    | Julia Biffar        |
| 9    | Iris Khanna         |
| 10   | Veronika Sepp       |
| 11   | Diana Schwörer      |
| 12   | Sarah Weschenfelder |
| 13   | Kathrin Bauder      |
| 14   | Bonnie Kunzmann     |
| 15   | Ines Ganzhorn       |
| 16   |                     |

| Pos. | Name             |
| ---- | ---------------- |
| 1    | Tina Pieger      |
| 2    | Melanie Hafner   |
| 3    | Jana Jandova     |
| 4    | Patricia Schmid  |
| 5    | Susanne Six      |
| 6    | Melanie Lachmund |
| 7    | Ute Fuchs        |
| 8    | Petra Feucht     |
| 9    | Stefanie Halder  |
| 10   | Franziska Joswig |
| 11   | Sibylle Schmid   |
| 12   | Verena Breitner  |
| 13   | Franziska Müller |
| 14   | Kathrin Utz      |
| 15   |                  |
| 16   |                  |

| Pos. | Name                  |
| ---- | --------------------- |
| 1    | Story Tweedie-Yates   |
| 2    | Aleksandra Srndovic   |
| 3    | Laura Haberkorn       |
| 4    | Radana Holusová       |
| 5    | Antonia-Xenia Tout    |
| 6    | Katrin Schmidt        |
| 7    | Ariane Maack          |
| 8    | Chantal Brutschin     |
| 9    | Milena Nekvapilová    |
| 10   | Miriam Sommer         |
| 11   | Silke Adam            |
| 12   | Nina Pfahler          |
| 13   | Cornelia Staudenmaier |
| 14   | Kim Nguyen-Ngoc       |
| 15   | Martina Schnell       |
| 16   | Dagmar Hommel         |

| Pos. | Name              |
| ---- | ----------------- |
| 1    | Selima Sfar       |
| 2    | Maša Zec Peškirič |
| 3    | Silvia Disderi    |
| 4    | Tadeja Majerič    |
| 5    | Janina Toljan     |
| 6    | Anna Geißler      |
| 7    | Annette Kolb      |
| 8    | Maja Zivec        |
| 9    | Katharina Jobst   |
| 10   | Theresa Jobst     |
| 11   | Anna Zaja         |
| 12   | Jasmin Halbauer   |
| 13   | Jessica Stein     |
| 14   | Katja Brandt      |
| 15   | Larissa Becka     |
| 16   |                   |

| Pos. | Name              |
| ---- | ----------------- |
| 1    | Korina Perkovic   |
| 2    | Nataša Zorić      |
| 3    | Stefanie Haidner  |
| 4    | Petra Novotnikova |
| 5    | Lisa Brinkmann    |
| 6    | Saskia Adomat     |
| 7    | Anett Schutting   |
| 8    | Ilona Poljakova   |
| 9    | Daniela Salomon   |
| 10   | Julia Dittrich    |
| 11   | Jennifer Muzik    |
| 12   | Birgit Stöckel    |
| 13   | Frederike Heinz   |
| 14   | Marta Majerska    |
| 15   | Anja Roscher      |
| 16   |                   |

| Pos. | Name                          |
| ---- | ----------------------------- |
| 1    | Alissa Michailowna Kleibanowa |
| 2    | Sunitha Rao                   |
| 3    | Margit Ruutel                 |
| 4    | Kathrin Wörle                 |
| 5    | Zuzana Kučová                 |
| 6    | Lenka Tvarovskova             |
| 7    | Katarína Kachlíková           |
| 8    | Iroda Toʻlaganova             |
| 9    | Martina Babáková              |
| 10   | Biljana Pavlova               |
| 11   | Anastasia Wagner              |
| 12   | Lina Blechner                 |
| 13   | Sabine Schwachhofer           |
| 14   |                               |
| 15   |                               |
| 16   |                               |

### Ergebnisse
| Datum/Uhrzeit      | Heimmannschaft                   | Gastmannschaft                   | Matches | Sätze | Spiele  |
| ------------------ | -------------------------------- | -------------------------------- | ------- | ----- | ------- |
| Do., 1. Mai 11:00  | Sport Förg Schießgraben Augsburg | Ski-Club Ettlingen               | 3:6     | 9:14  | 89:115  |
| Do., 1. Mai 11:00  | BASF TC Blau-Weiß Ludwigshafen   | TC Großhesselohe                 | 7:2     | 16:5  | 111:66  |
| Do., 1. Mai 11:00  | TC Blau-Weiß Vaihingen-Rohr      | TC Radolfzell                    | 1:8     | 3:16  | 57:103  |
| So., 4. Mai 11:00  | TC Watt Lorsch                   | TC Großhesselohe                 | 1:8     | 2:16  | 32:104  |
| So., 4. Mai 11:00  | TC Radolfzell                    | Sport Förg Schießgraben Augsburg | 9:0     | 18:1  | 108:36  |
| So., 4. Mai 11:00  | Ski-Club Ettlingen               | TC Blau-Weiß Vaihingen-Rohr      | 2:7     | 6:14  | 75:102  |
| Sa., 10. Mai 12:00 | TC Watt Lorsch                   | Sport Förg Schießgraben Augsburg | 5:4     | 11:9  | 82:88   |
| Sa., 10. Mai 12:00 | TC Großhesselohe                 | Ski-Club Ettlingen               | 7:2     | 15:8  | 111:81  |
| Sa., 10. Mai 12:00 | BASF TC Blau-Weiß Ludwigshafen   | TC Blau-Weiß Vaihingen-Rohr      | 6:3     | 13:7  | 102:70  |
| Mo., 12. Mai 11:00 | Sport Förg Schießgraben Augsburg | BASF TC Blau-Weiß Ludwigshafen   | 2:7     | 6:14  | 64:103  |
| Mo., 12. Mai 11:00 | TC Großhesselohe                 | TC Radolfzell                    | 1:8     | 4:16  | 57:114  |
| Mo., 12. Mai 11:00 | TC Blau-Weiß Vaihingen-Rohr      | TC Watt Lorsch                   | 6:3     | 13:8  | 98:78   |
| So., 18. Mai 11:00 | Ski-Club Ettlingen               | BASF TC Blau-Weiß Ludwigshafen   | 4:5     | 8:10  | 76:82   |
| So., 18. Mai 11:00 | TC Watt Lorsch                   | TC Radolfzell                    | 0:9     | 0:18  | 13:108  |
| So., 18. Mai 11:00 | Sport Förg Schießgraben Augsburg | TC Großhesselohe                 | 4:5     | 12:11 | 102:101 |
| So., 1. Juni 11:00 | TC Blau-Weiß Vaihingen-Rohr      | Sport Förg Schießgraben Augsburg | 3:6     | 8:13  | 83:97   |
| So., 1. Juni 11:00 | TC Radolfzell                    | BASF TC Blau-Weiß Ludwigshafen   | 8:1     | 16:3  | 108:53  |
| So., 1. Juni 11:00 | Ski-Club Ettlingen               | TC Watt Lorsch                   | 8:1     | 17:2  | 113:44  |
| So., 8. Juni 11:00 | TC Radolfzell                    | Ski-Club Ettlingen               | 8:1     | 16:2  | 103:39  |
| So., 8. Juni 11:00 | TC Großhesselohe                 | TC Blau-Weiß Vaihingen-Rohr      | 9:0     | 18:2  | 108:42  |
| So., 8. Juni 11:00 | BASF TC Blau-Weiß Ludwigshafen   | TC Watt Lorsch                   | 9:0     | 18:1  | 113:29  |